# 外務大臣政務官
外務大臣政務官（がいむだいじんせいむかん、英: Parliamentary Vice-Minister for Foreign Affairs）は、外務省を担当する大臣政務官。定員は3名。

## 歴代外務大臣政務官
| 外務大臣政務官（外務省） | 外務大臣政務官（外務省）    | 外務大臣政務官（外務省） | 外務大臣政務官（外務省） | 外務大臣政務官（外務省）     | 外務大臣政務官（外務省）       |
| 内閣                     | 内閣                        | 氏名                     | 氏名                     | 氏名                         | 期間                           |
| ------------------------ | --------------------------- | ------------------------ | ------------------------ | ---------------------------- | ------------------------------ |
| 第2次森内閣              | 改造内閣 （中央省庁再編後） | 桜田義孝                 | 望月義夫                 | 丸谷佳織                     | 2001年1月6日 - 2001年4月26日   |
| 第1次小泉内閣            | 第1次小泉内閣               | 小島敏男                 | 山口泰明                 | 丸谷佳織                     | 2001年4月26日 - 2002年1月8日   |
| 第1次小泉内閣            | 第1次小泉内閣               | 今村雅弘                 | 松浪健四郎               | 水野賢一                     | 2002年1月8日 - 2002年10月4日   |
|                          | 第1次改造内閣               | 新藤義孝                 | 日出英輔                 | 土屋品子                     | 2002年10月4日 - 2003年9月25日  |
|                          | 第2次改造内閣               | 田中和徳                 | 吉田幸弘                 | 荒井正吾                     | 2003年9月25日 - 2003年11月19日 |
| 第2次小泉内閣            | 第2次小泉内閣               | 田中和徳                 | 松宮勲                   | 荒井正吾                     | 2003年11月20日 - 2004年9月27日 |
|                          | 改造内閣                    | 小野寺五典               | 河井克行                 | 福島啓史郎                   | 2004年9月30日 - 2005年9月21日  |
| 第3次小泉内閣            | 第3次小泉内閣               | 小野寺五典               | 河井克行                 | 福島啓史郎                   | 2005年9月22日 - 2005年10月31日 |
|                          | 改造内閣                    | 伊藤信太郎               | 山中燁子                 | 遠山清彦                     | 2005年11月2日 - 2006年9月26日  |
| 第1次安倍内閣            | 第1次安倍内閣               | 松島みどり               | 関口昌一                 | 浜田昌良                     | 2006年9月27日 - 2007年8月27日  |
|                          | 第1次改造内閣               | 中山泰秀                 | 宇野治                   | 坂本由紀子                   | 2007年8月29日 - 2007年9月3日   |
|                          | 第1次改造内閣               | 中山泰秀                 | 宇野治                   | 小池正勝                     | 2007年9月3日 - 2007年9月26日   |
| 福田康夫内閣             | 福田康夫内閣                | 中山泰秀                 | 宇野治                   | 小池正勝                     | 2007年9月27日 - 2008年8月2日   |
|                          | 改造内閣                    | 柴山昌彦                 | 西村康稔                 | 御法川信英                   | 2008年8月6日 - 2008年9月24日   |
| 麻生内閣                 | 麻生内閣                    | 柴山昌彦                 | 西村康稔                 | 御法川信英                   | 2008年9月29日 - 2009年9月16日  |
| 鳩山由紀夫内閣           | 鳩山由紀夫内閣              | 吉良州司                 | 西村智奈美               |                              | 2009年9月18日 - 2010年6月8日   |
| 菅直人内閣               | 菅直人内閣                  | 吉良州司                 | 西村智奈美               | 徳永久志                     | 2010年6月9日 - 2010年9月17日   |
|                          | 第1次改造内閣               | 菊田真紀子               | 山花郁夫                 | 徳永久志                     | 2010年9月21日 - 2011年1月14日  |
|                          | 第2次改造内閣               | 菊田真紀子               | 山花郁夫                 | 徳永久志                     | 2011年6月27日 - 2011年9月2日   |
| 野田内閣                 | 野田内閣                    | 中野譲                   | 加藤敏幸                 | 浜田和幸                     | 2011年9月5日 - 2012年1月13日   |
|                          | 第1次改造内閣               | 中野譲                   | 加藤敏幸                 | 浜田和幸                     | 2012年1月13日 - 2012年6月4日   |
|                          | 第2次改造内閣               | 中野譲                   | 加藤敏幸                 | 浜田和幸                     | 2012年6月4日 - 2012年10月1日   |
|                          | 第3次改造内閣               | 村越祐民                 | 風間直樹                 | 浜田和幸                     | 2012年10月1日 - 2012年12月26日 |
| 第2次安倍内閣            | 第2次安倍内閣               | 阿部俊子                 | 城内実                   | 若林健太                     | 2012年12月26日 - 2013年9月30日 |
| 第2次安倍内閣            | 第2次安倍内閣               | 石原宏高                 | 木原誠二                 | 牧野京夫                     | 2013年9月30日 - 2014年9月3日   |
|                          | 改造内閣                    | 薗浦健太郎               | 中根一幸                 | 宇都隆史                     | 2014年9月4日 - 2014年12月24日  |
| 第3次安倍内閣            | 第3次安倍内閣               | 薗浦健太郎               | 中根一幸                 | 宇都隆史                     | 2014年12月25日 -2015年10月9日  |
|                          | 第1次改造内閣               | 黄川田仁志               | 濱地雅一                 | 山田美樹                     | 2015年10月9日 - 2016年8月5日   |
|                          | 第2次改造内閣               | 小田原潔                 | 武井俊輔                 | 滝沢求                       | 2016年8月5日 - 2017年8月7日    |
|                          | 第3次改造内閣               | 岡本三成                 | 堀井学                   | 堀井巌                       | 2017年8月7日 - 2017年11月2日   |
| 第4次安倍内閣            | 第4次安倍内閣               | 岡本三成                 | 堀井学                   | 堀井巌                       | 2017年11月2日 -2018年10月4日   |
|                          | 第1次改造内閣               | 山田賢司                 | 辻清人                   | 鈴木憲和                     | 2018年10月4日 - 2019年9月13日  |
|                          | 第2次改造内閣               | 尾身朝子                 | 中谷真一                 | 中山展宏                     | 2019年9月13日 -2020年9月18日   |
| 菅義偉内閣               | 菅義偉内閣                  | 國場幸之助               | 鈴木隼人                 | 中西哲                       | 2020年9月18日-2021年10月6日    |
| 第1次岸田内閣            | 第1次岸田内閣               | 上杉謙太郎               | 本田太郎                 | 三宅伸吾                     | 2021年10月6日-2021年11月11日   |
| 第2次岸田内閣            | 第2次岸田内閣               | 上杉謙太郎               | 本田太郎                 | 三宅伸吾                     | 2021年11月11日-2022年8月12日   |
|                          | 第1次改造内閣               | 秋本真利                 | 高木啓                   | 吉川有美                     | 2022年8月12日-2023年8月4日     |
|                          | 第1次改造内閣               | (空席)                   | 高木啓                   | 吉川有美                     | 2023年8月4日-2023年9月15日     |
| 第2次改造内閣            | 高村正大                    | 深澤陽一                 | 穂坂泰                   | 2023年9月15日-2024年10月3日  |                                |
| 第1次石破内閣            | 第1次石破内閣               | 深澤陽一                 | 穂坂泰                   | 2024年10月3日-2024年11月13日 |                                |
| 第2次石破内閣            | 第2次石破内閣               | 英利アルフィヤ           | 松本尚                   | 生稲晃子                     | 2024年11月13日-                |